# Collemeto
Collemeto is een plaats (frazione) in de Italiaanse gemeente Galatina.